# Pooja Heghe
Pooja Heghe (* 13. října 1990 Bombaj) je indická herečka a modelka, která účinkovala v telugských, hindských a tamilských filmech. Je také účastnicí soutěže Miss Universe India 2010, kde získala stříbrnou korunku.

## Životopis
Narodila se a vyrůstala v Bombaji v rodině mluvící jazykem Tulu. Jejími rodiči jsou Manjunath a Latha Heghe. Má také staršího bratra jménem Rishabh, který je ortopedický chirurg. Kromě jazyka Tulu plynule mluví také kannadsky, anglicky, hindsky a maráthsky. Později se naučila telugsky díky kariéře v telungském filmu. Studovala na M.M.K College, kde se pravidelně účastnila tanečních a módních přehlídek. Ve filmu se poprvé objevila v roce 2012, v tamilském filmu s názvem Mugamoodi. Ve filmu Oka Laila Kosam (2014) hrála po boku Nagy Chaitanyi. V roce 2016 v hrála Duvvada Jagannadham (2017) či Aravinda Sametha Veera Raghava (2018).
Je jednou z nejlépe placených hereček v jihoindických filmech. Umístila se na 7. místě v Forbes India nejvlivnějších hvězd na instagramu South Cinema pro rok 2010. Je také zakladatelka neziskové organizace nesoucí název Vše o lásce, která v Indii pomáhá zajistit lékařskou nebo finanční podporu nemajetným.